# Lianema
Lianema is een kevergeslacht uit de familie van de boktorren (Cerambycidae). De wetenschappelijke naam van het geslacht werd voor het eerst geldig gepubliceerd in 1907 door Fall.

## Soorten
Lianema is monotypisch en omvat slechts de volgende soort:
- Lianema tenuicornis Fall, 1907